# Autostrada dei Fiori (azienda)
La società Autostrada dei Fiori è l'ente esercente concessionario ANAS dei tratti autostradali dell'A6 fino al 2038.

## Storia
La società viene costituita il 30 luglio 1960.
Nel 2008 ricavò 138,44 milioni di euro dal settore autostradale.
Nel 2012 il pacchetto azionario del 99,98% dell'Autostrada Torino - Savona S.p.A., posseduto da Autostrade per l'Italia viene ceduto alla controllata del gruppo SIAS, Autostrada dei Fiori S.p.A..
Il 13 settembre 2016 l’Autostrada dei Fiori S.p.A. ha acquisito le 66.253 azioni di Autostrada Torino-Savona S.p.A. detenute da Finanziaria Città di Torino Holding S.p.A., pari allo 0,02% del capitale sociale; pertanto ATS era detenuta da un socio unico e ADF era titolare di n. 311.000.000 azioni, rappresentanti il 100% del capitale sociale.
Il 1º novembre 2017 la società Autostrada dei Fiori S.p.A. ha incorporato per fusione la società Autostrada Torino-Savona S.p.A.

## Le tratte gestite
Al 2025, Autostrada dei Fiori gestisce i seguenti tronchi:
- A6 Torino-Savona per un percorso di circa 124,3 km

## Dati societari
L'Autostrada dei Fiori è una società controllata da ASTM. La sede legale si trova a Imperia, mentre quella secondaria è a Torino.